# Onthophagus ineptus
Onthophagus ineptus är en skalbaggsart som beskrevs av Edgar von Harold 1871. Onthophagus ineptus ingår i släktet Onthophagus och familjen bladhorningar. Inga underarter finns listade i Catalogue of Life.